# Clepington Primary School

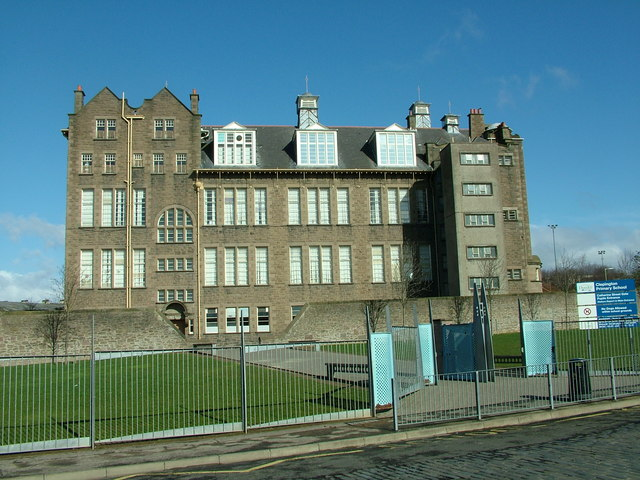
Südfassade der Clepington Primary School

Die Clepington Primary School, ehemals Stobswell Public School, ist eine Grundschule in der schottischen Stadt Dundee in der gleichnamigen Council Area. 1965 wurde das Bauwerk in die schottischen Denkmallisten in der höchsten Denkmalkategorie A aufgenommen.

## Geschichte
Der Bau des Schulgebäudes wurde 1906 begonnen und im Folgejahr abgeschlossen. Für den Entwurf zeichnet William Gilliespie Lamond verantwortlich, der damals unter Anleitung James H. Langlands’ für die städtischen Baubehörden tätig war. Die 1907 als Stobswell Public School eröffnete Schule galt zunächst als Modellschule für über 14-jährige Schüler. Sie fokussierte auf Werkkunde und Hauswirtschaftslehre und verfügte über entsprechend eingerichtete Fachräume. Später wurde die Schule als Grundschule der nahegelegenen Morgan Academy angegliedert und heißt heute Clepington Primary School. Heute besuchen rund 500 Schüler (Stand: 2018) die Clepington Primary School, die als Grundschule die Klassenstufen eins bis sieben anbietet.

## Beschreibung
Die Clepington Primary School steht an der Eliza Street östlich des Stadtzentrums Dundees rund 300 m südwestlich der Morgan Academy. Das zwei- bis dreistöckige Gebäude vereint Motive der Arts-and-Crafts-Bewegung und des Jugendstils. Sein Mauerwerk besteht aus grob zu ungleichförmigen Quadern behauenem Bruchstein. An der ostexponierten Hauptfassade sind die Fenster zu Vierlingen mit steinernen Fensterpfosten gekuppelt, die schlicht bekrönt beziehungsweise im obersten Geschoss in eine Rundbogenöffnung eingelassen sind. Im Giebel ist in zeitgenössischem Schriftsatz der Schulname und das Baujahr eingelassen. Der Giebel schließt mit einem ornamentierten Segmentbogengesimse. Die zurücktretenden flankierenden Bauteile schließen mit oktogonalen Kuppeln. Die übrigen Fassaden sind stilgleich, jedoch schlichter ausgestaltet. Die Dächer sind mit Schiefer eingedeckt.